# Boston Review
Boston Review este o revistă literară și politică americană cu apariție trimestrială. Revista publică articole politice, poezii, cronici de film, ficțiune, filozofie, economie, recenzii de carte și critică literară. Boston Review publică, de asemenea, cărți, în colaborare cu MIT Press. 
Redactorii revistei sunt Deborah Chasman și filozoful Joshua Cohen; scriitorul Junot Díaz, laureat al Premiului Pulitzer, este redactorul-șef al secțiunii de ficțiune. 
Revista este publicată de către Boston Critic, Inc., o organizație non-profit. Ea a avut parte de aprecieri din partea unor intelectuali notabili printre care John Rawls și Henry Louis Gates Jr.

## Istoric
Boston Review a fost fondată în 1975 sub denumirea New Boston Review ca o revistă trimestrială dedicată literaturii și artelor. Grupul fondatorilor ei i-a inclus pe Juan Alonso, Richard Burgin și Anita Silvey. În 1976, după plecarea unora dintre fondatori, publicația a fost coredactată de Juan Alonso și Gail Pool și apoi de către Gail Pool și Lorna Condon. La sfârșitul anilor 1970 a început să aibă o apariție bilunară. În 1980, Arthur Rosenthal a devenit editor al revistei, care a fost redenumită Boston Review și redactată de Nick Bromell. I-au succedat ca redactori Mark Silk și apoi Margaret Ann Roth, care a rămas aici până în 1991.
În timpul anilor 1980 aria de interes a revistei s-a extins și în cursul anilor 1990 s-a orientat tot mai mult către politică, menținând în același timp un profil puternic în domeniul ficțiunii și poeziei. 
Joshua Cohen l-a înlocuit pe Roth în 1991 și a fost redactor al revistei începând de atunci. Textul integral al Boston Review a fost disponibil online din anul 1995. Începând din 1996 au fost publicate douăzeci și șase de cărți, ce au avut la bază articolele și discuțiile care au apărut inițial în Boston Review. Începând cu anul 2006, MIT Press a publicat o serie intitulată „Boston Review Books”. 
Deborah Chasman s-au alăturat revistei în calitate de coredactor în 2001. Câștigătorul Premiului Pulitzer Junot Díaz este actualul redactor al secțiunii de ficțiune; Timothy Donnelly, B. K. Fischer și Stefania Heim sunt redactori ai secțiunii de poezie. Simon Waxman este redactor-șef.
În 2010 Boston Review a trecut de la formatul tabloid alb-negru la formatul color glossy. În același an a obținut Premiul Presei Independente pentru cea mai bună scriere decernat de revista Utne Reader.

## Caracteristici

### Concursuri de ficțiune
Publicația sponsorizează anual concursuri de ficțiune cu o bună reputație; printre ultimii câștigători se numără Michael Stewart, Tom Paine si Jacob M. Appel.

### Premiul „Discovery”
Premiul anual „Discovery”/Boston Review este acordat unei colecții de poezii a unui poet care nu a publicat încă nici o carte. De obicei, premiul este acordat la patru persoane; câștigătorii realizează lecturi publice la Unterberg Poetry Center de pe 92nd Street Y. Lansat în anii 1960 ca premiul The Nation/„Discovery”, premiul este decernat din 2007 de către revista Boston Review, după ce revista The Nation și-a încheiat parteneriatul. Printre câștigătorii anteriori ai premiului „Discovery” se numără John Ashbery, Alice James Books, Emily Hiestand, John Poch și Martin Walls.

## Contribuitori notabili
- Bruce Ackerman, profesor de drept
- Sadik Al-Azm, filozof
- John Ashbery, poet
- Mary Jo Bang, poet
- Dan Beachy-Quick, poet
- Saul Bellow, romancier
- Seyla Benhabib, filozof și politolog
- John Berger, artist, scriitor și critic
- Jagdish Bhagwati, economist
- Joseph Biden, vicepreședintele SUA
- Hans Blix, diplomat, inspector ONU
- Harold Bloom, cercetător literar
- Roberto Bolaño, romancier și poet chilian
- Roger Boylan, romancier și critic
- Lucie Brock-Broido, poet
- Stephanie Burt, cercetătoare literară
- Rafael Campo, poet, doctor and scriitor
- Aimé Césaire, poet și politician
- Philip N. Cohen, sociolog
- Noam Chomsky, lingvist și activist politic
- Juan Cole, istoric
- Paul Collier, economist
- Colin Dayan, profesor de studii americane
- Rita Dove, poet
- Khaled Abou El Fadl, profesor de drept
- Owen Fiss, profesor de drept
- Robert Frank, fotograf și producător de film
- John Kenneth Galbraith, economist
- Akbar Ganji, jurnalist
- Michael Gecan, activist politic
- Vivian Gornick, eseist și critic
- Jorie Graham, poet
- Lani Guinier, profesor de drept
- Donald Hall, poet
- Pamela S. Karlan, profesor de drept
- Elias Khoury, romancier și jurnalist libanez
- Paul Krugman, economist
- Jhumpa Lahiri, romancier
- Glenn Loury, economist
- Heather McHugh, poet
- Honor Moore, poet
- Luis Moreno-Ocampo, procuror-șef la Curtea Internațională de Justiție
- Martha Nussbaum, filozof
- Susan Okin, filozof
- George Packer, jurnalist
- Grace Paley, scriitor și activist
- Gerald Peary, critic de film
- Gareth Turner, critic literar
- Marjorie Perloff, cercetătoare literară
- Rick Perlstein, istoric și comentator politic
- Robert Pinsky, poet
- Eric Posner, profesor de drept
- Hilary Putnam, filozof
- John Rawls, filozof
- Kay Ryan, poet
- John Roemer, economist
- Adrienne Rich, poetă feministă
- Richard Rorty, filozof
- Nir Rosen, jurnalist
- Saskia Sassen, sociolog
- Elaine Scarry, cercetătoare literară
- Don Share, poet și critic literar
- Charles Simic, poet
- Anne-Marie Slaughter, specialist în afacerile internaționale
- Susan Sontag, eseist și critic social
- Eliot Spitzer, fost guvernator al statului New York
- Richard Stallman, dezvoltator de software
- Nicholas Stern, economist
- Alan A. Stone, profesor de drept, psiholog și critic de film
- Mark Strand, poet
- Susan Sturm, profesor de drept
- Cass Sunstein, profesor de drept
- Charles Taylor, filozof
- Charles Tilly, sociolog
- John Updike, scriitor
- Hal Varian, economist
- Eliot Weinberger, eseist și traducător
- Stephen Walt, specialist în afacerile internaționale
- C.D. Wright, poet
- Howard Zinn, istoric și critic social
- Jonathan Zittrain, profesor de drept

## Legături externe
- Boston Review's website
- Boston Review Books series